# Мегді Сербах
Мегді Сербах (араб. مهدي سرباح, 3 січня 1953, м. Алжир — 29 жовтня 2021) — алжирський футболіст, що грав на позиції воротаря.

## Клубна кар'єра
У дорослому футболі дебютував 1971 року виступами за команду клубу «УСМ Алжир», в якій провів один сезон,.
Своєю грою за цю команду привернув увагу представників тренерського штабу клубу «Кабілія», до складу якого приєднався 1972 року. Відіграв за команду з Тізі-Узу наступні вісім сезонів своєї ігрової кар'єри.
Згодом з 1980 по 1983 рік грав у складі команд клубів «Раед Шабаб Куба» та «Монреаль Манік».
Завершив професійну ігрову кар'єру у клубі «Раед Шабаб Куба», у складі якого вже виступав раніше. Прийшов до команди 1983 року, захищав її кольори до припинення виступів на професійному рівні у 1986.

## Виступи за збірну
Протягом кар'єри у національній збірній Алжиру зіграв 57 матчів.
У складі збірної був учасником Кубка африканських націй 1980 року у Нігерії, де разом з командою здобув «срібло», чемпіонату світу 1982 року в Іспанії, де відіграв всі три матчі групового турніру, пропустивши 5 м'ячів.

## Титули і досягнення
- Переможець Середземноморських ігор: 1975
- Переможець Всеафриканських ігор: 1978
- Срібний призер Кубка африканських націй: 1980
- Бронзовий призер Кубка африканських націй: 1984